# Yuka Nishida
Pour les articles homonymes, voir Nishida.
Yuka Nishida (西田 優香, Nishida Yuka), née le 27 décembre 1985 à Kanoya, dans la préfecture de Kagoshima, est une judokate japonaise en activité évoluant dans la catégorie des moins de 52 kg.

## Biographie
Yuka Nishida participe aux Championnats du monde de judo 2007 et se classe troisième pour sa première participation. Elle décroche ensuite aux Championnats du monde de judo 2010 la médaille d'or en moins de 52 kg.

## Palmarès
| Année | Compétition           | Lieu           | Résultat | Catégorie      |
| ----- | --------------------- | -------------- | -------- | -------------- |
| 2007  | Championnats du monde | Rio de Janeiro | 3e       | Moins de 52 kg |
| 2010  | Championnats du monde | Tokyo          | 1re      | Moins de 52 kg |
| 2011  | Championnats du monde | Paris          | 2e       | Moins de 52 kg |
| 2011  | Championnats d'Asie   | Abou Dabi      | 1re      | Moins de 52 kg |